# Proconomma kahuzi
Proconomma kahuzi is een hooiwagen uit de familie Pyramidopidae.